# Super Hits (Miles Davis)
Super Hits è un album raccolta greatest hits del musicista jazz Miles Davis. Pubblicato nel 2001, il disco raggiunse la posizione numero 22 nella classifica degli album jazz di Billboard.

## Tracce
1. So What (Davis) – 9:22 (da Kind of Blue)
2. Someday My Prince Will Come (Frank Churchill e Larry Morey) – 9:02 (da Someday My Prince Will Come)
3. Time After Time (Cyndi Lauper e Rob Hyman) – 3:39 (da You're Under Arrest)
4. Summertime (George Gershwin, Ira Gershwin, e DuBose Heyward) – 3:17 (da Porgy and Bess)
5. Eighty-One (Ron Carter e Davis) – 6:21 (da E.S.P.)
6. Bye Bye Blackbird (Ray Henderson) – 7:54 (da 'Round About Midnight)
7. New Rhumba (Ahmad Jamal) – 4:37 (da Miles Ahead)
8. Human Nature (Steve Porcaro e John Bettis) – 4:31 (da You're Under Arrest)